# Salih Yıldız
Salih Yıldız (1 de enero de 2001) es un deportista turco que compite en judo. Ganó una medalla de bronce en el Campeonato Europeo de Judo de 2024, en la categoría de –60 kg.

## Palmarés internacional
| Campeonato Europeo | Campeonato Europeo | Campeonato Europeo | Campeonato Europeo |
| Año                | Lugar              | Medalla            | Categoría          |
| ------------------ | ------------------ | ------------------ | ------------------ |
| 2024               | Zagreb (Croacia)   | Medalla de bronce  | –60 kg             |